# الفرقة الأمنية 201 (الفيرماخت)
الفرقة الأمنية 201، التي كانت في الأصل اللواء الأمني 201، تشكيل للجيش الألماني في المنطقة الخلفية في الحرب العالمية الثانية. تم نشر الوحدة في المناطق التي تحتلها ألمانيا في الاتحاد السوفياتي، وكانت مسؤولة عن جرائم حرب وفظائع واسعة النطاق بما في ذلك مقتل الآلاف من المدنيين السوفييت. تم حلها في يناير 1945

## تاريخ العمليات

### تشكيل
تم تشكيل الفرقة في يونيو 1942 على أساس اللواء الأمني 201.  تم نشر اللواء على الجبهة الشرقية خلال عملية بربروسا، غزو الاتحاد السوفيتي عام 1941، وعمل في المناطق المحتلة من الاتحاد السوفيتي خلف خطوط الجبهة في ممجموعة الجيوش الوسطى. أثناء وجود لواء شاركت الوحدة في قتل مدنيين يهود إلى جانب اينساتسكوماندو 9 من أينزاتسغروبن بي. 

### عمليات
عند التشكيل، عملت الفرقة في منطقة فيتيبسك - بولوتسك في شمال غرب روسيا البيضاء. وشملت واجباتها أمن الاتصالات وخطوط الإمداد، والاستغلال الاقتصادي ومكافحة البارتيزان في المناطق الخلفية للفيرماخت.  إن ما يسمى بالعمليات المناهضة للبارتزيان في المناطق «المليئة بالمصارعين» ترقى إلى تدمير القرى، والاستيلاء على الماشي، وترحيل السكان القادرين على العمل بالسخرة إلى ألمانيا، وقتل السكان من هم من دون سن سن العمل. 
في سبتمبر 1942، أبلغت الفرقة عن مقتل 864 «من البارتزيان في القتال» وسلم تسليم أكثر من 245 شخصًا إلى الشرطة الميدانية السرية في الفيرماخت لإعدامهم، في حين تكبدو خسائر 8 قتلى و 5 جرحوا. تم ضبط 99 قطعة سلاح فقط (مدافع ورشاشات ومسدسات).  في أوائل عام 1943، نفذت الفرقة عمليات Schneehase وKugelblitz وDonnerkeil، مما أدى إلى وفاة 2737 من «قطاع الطرق». في نفس الفترة، ذكرت الوحدة مقتل 109 جنود ألمان في العمليات. 
تم إرسال الفرقة إلى الخدمة في الخط الأمامي (الجبهة) في فبراير 1943. تم تدمير الوحدة إلى حد كبير خلال الهجوم الصيفي للجيش الأحمر السوفياتي في عملية باغراتيون في عام 1944، مع انسحاب الموظفين وقوات الإمداد فقط إلى الشمال. في أغسطس 1944، عادت إلى العمليات الأمنية في المنطقة الخلفية وقضت بقية وجودها في المنطقة الخلفية لمجموعة الجيوش الشمالية. تم حلها في يناير 1945. 

### اقتباسات
1. 1 2  Mitcham 2007.
2. ↑  Megargee 2009.
3. 1 2  Shepherd 2003.
4. 1 2  Shepherd 2004.

- Megargee، Geoffrey P.، المحرر (2009). The United States Holocaust Memorial Museum Encyclopedia of Camps and Ghettos, 1933–-1945. Bloomington: Indiana University Press. ج. Volume 1. ص. 731. ISBN:0-253-35328-9. {{استشهاد بكتاب}}: |المجلد= يحوي نصًّا زائدًا (مساعدة)  Megargee، Geoffrey P.، المحرر (2009). The United States Holocaust Memorial Museum Encyclopedia of Camps and Ghettos, 1933–-1945. Bloomington: Indiana University Press. ج. Volume 1. ص. 731. ISBN:0-253-35328-9. {{استشهاد بكتاب}}: |المجلد= يحوي نصًّا زائدًا (مساعدة)  Megargee، Geoffrey P.، المحرر (2009). The United States Holocaust Memorial Museum Encyclopedia of Camps and Ghettos, 1933–-1945. Bloomington: Indiana University Press. ج. Volume 1. ص. 731. ISBN:0-253-35328-9. {{استشهاد بكتاب}}: |المجلد= يحوي نصًّا زائدًا (مساعدة)
- Mitcham، Samuel W. (2007). German Order of Battle: 1st-290th Infantry Divisions in World War II. Mechanicsburg: Stackpole Books. ISBN:978-0-8117-3416-5. مؤرشف من الأصل في 2020-04-05.  Mitcham، Samuel W. (2007). German Order of Battle: 1st-290th Infantry Divisions in World War II. Mechanicsburg: Stackpole Books. ISBN:978-0-8117-3416-5. مؤرشف من الأصل في 2020-04-05.  Mitcham، Samuel W. (2007). German Order of Battle: 1st-290th Infantry Divisions in World War II. Mechanicsburg: Stackpole Books. ISBN:978-0-8117-3416-5. مؤرشف من الأصل في 2020-04-05.
- Shepherd، Ben H. (2004). War in the Wild East the German Army and Soviet Partisans. Cambridge, Massachusetts: Harvard University Press. ISBN:0674043553.  Shepherd، Ben H. (2004). War in the Wild East the German Army and Soviet Partisans. Cambridge, Massachusetts: Harvard University Press. ISBN:0674043553.  Shepherd، Ben H. (2004). War in the Wild East the German Army and Soviet Partisans. Cambridge, Massachusetts: Harvard University Press. ISBN:0674043553.
- Shepherd، Ben H. (2003). "The Continuum of Brutality: Wehrmacht Security Divisions in Central Russia, 1942". ج. 21 ع. 1: 49–81. DOI:10.1191/0266355403gh274oa. {{استشهاد بدورية محكمة}}: الاستشهاد بدورية محكمة يطلب |دورية محكمة= (مساعدة)

- Beorn، Waitman Wade (2014). Marching into Darkness: The Wehrmacht and the Holocaust in Belarus. Cambridge: Harvard University Press. ISBN:978-0674725508.
- Marston، Daniel؛ Malkasian، Carter، المحررون (2011). Counterinsurgency in Modern Warfare. London: Bloomsbury Publishing. ISBN:1849086435.
- Rutherford، Jeff (2014). Combat and Genocide on the Eastern Front. Cambridge: Cambridge University Press. ISBN:1107055717.
- Shepherd، Ben H. (2016). Hitler's Soldiers: The German Army in the Third Reich. New Haven, Connecticut: Yale University Press. ISBN:0300179030.